# Usine de Chèvres
Die Usine de Chèvres ist ein ehemaliges Laufwasserkraftwerk an der Rhone im Kanton Genf. Es befand sich an der Grenze der Gemeinden Bernex und Vernier, nördlich vom Weiler Chèvres.

## Geschichte
Das Kraftwerk wurde von der Stadt Genf unter der Leitung vom Stadtrat und Ingenieur Théodore Turrettini erstellt. Der Bau wurde 1893 begonnen. Im Januar 1894 waren die Staumauer und die Maschinenhalle nach den Plänen des Architekten C. Butticaz errichtet. Zuerst wurden sechs Turbinen und Generatoren eingebaut. Am 27. April 1896 wurde das Kraftwerk in Betrieb genommen, rechtzeitig für die Schweizerische Landesausstellung in Genf. Danach wurden von 1897 bis 1899 neun weitere Turbinen und Generatoren installiert.
Die gesamte Anlage wurde 1943 abgebaut, bevor die neue Barrage de Verbois die Stelle überflutete.

## Technik
Escher-Wyss aus Zürich baute Turbinen mit zwei übereinander angeordneten Turbinenrädern. Je nach Wasserstand wurde eines oder beide mit Wasser versorgt. Die Anordnung wurde als Etagenturbine bezeichnet und kam in Chèvres erstmals zum Einsatz. Neun Generatoren wurden von der Compagnie de l'Industrie Electrique (CIE), einer Vorgängerfirma der Ateliers de Sécheron, geliefert und sechs Generatoren von Brown, Boveri & Cie.
Anders als die 1886 gebaute Usine des Forces Motrices de la Coulouvrenière, welche der Druckwasserversorgung diente, die teilweise zum Antrieb von Wasserturbinen für die lokale Stromerzeugung genutzt wurde, produzierte die Usine de Chèvres 2-Phasen Wechselstrom, der mit wenig Verlust zur 5 km entfernten Stadt Genf geleitet wurde.
Die installierte Leistung war 18.000 PS (13,2 MW). Bei der Inbetriebnahme war die Usine de Chèvres das grösste Laufwasserkraftwerk der Welt und das stärkste Kraftwerk der Schweiz. Die Stromproduktion erlaubte insbesondere die elektrische Beleuchtung der Stadt Genf und die Elektrifizierung der Trambahnen.